# 第14回ダヴィッド・ディ・ドナテッロ賞
第14回ダヴィッド・ディ・ドナテッロ賞（だい14かいダヴィッド・ディ・ドナテッロしょう）の授賞式は、1969年8月2日にタオルミーナで行われた。

## 受賞者一覧

### 監督賞
- フランコ・ゼッフィレッリ（ 『ロミオとジュリエット』）

### プロデューサー賞
- ビーノ・チコーニャ（『ウエスタン』）
- ジャンニ・ヘクト・ルカリ（『La ragazza con la pistola』）

### 主演女優賞
- モニカ・ヴィッティ（『La ragazza con la pistola』）
- ジーナ・ロロブリジーダ（『想い出よ、今晩は！』）

### 主演男優賞
- アルベルト・ソルディ（『Il medico della Mutua』）
- ニーノ・マンフレディ（『Vedo nudo』）

### 外国人監督賞
- ロマン・ポランスキー（『ローズマリーの赤ちゃん』）

### 外国人プロデューサー賞
- スタンリー・キューブリック（『2001年宇宙の旅』）

### 外国人女優賞
- バーブラ・ストライサンド（『ファニー・ガール』）
- ミア・ファロー（『ローズマリーの赤ちゃん』）

### 外国人男優賞
- ロッド・スタイガー（『軍曹』）

### ゴールデン・プレート
- フロリンダ・ボルカン（俳優、『Metti, una sera a cena』）
- レナード・ホワイティング、オリビア・ハッセー（俳優、『ロミオとジュリエット』）